# Johan Hendrik Caspar Kern
Johan Hendrik Caspar Kern, né le 6 avril 1833 sur l'île de Java et mort le 4 juillet 1917 à Utrecht, est un linguiste et orientaliste néerlandais. Professeur à l'université de Leyde, il est membre de l'Académie royale néerlandaise des arts et des sciences.

## Œuvre
Louis Finot résume ainsi l'œuvre de cet orientaliste: « La philologie sanskrite lui doit une remarquable traduction de l'astronome Varahamihira, la littérature bouddhique d'excellentes éditions et traductions de la Jatakamâla et du Lotus de la Bonne Loi, la science des religions une Histoire du bouddhisme indien, devenue classique en France, grâce à la version française de M. Gédéon Huet. »
L. Finot ajoute que Kern s'est montré brillant linguiste dans l'étude des langues malayo-polynésiennes, en particulier les idiomes des îles Fidji. Il a également travaillé sur l'épigraphie cambodgienne. Il a aussi donné d'excellentes traductions d'œuvres en kawi, comme le Râmâyana (traduit dans cette langue au IXe siècle), l'Arjunavivâha (« le mariage d'Arjuna », une des plus anciennes pièces de la littérature javanaise, écrite en 1035 par le poète Kanva) ou encore le Vritasancaya.

#### Traduction en français
- Histoire du bouddhisme dans l’Inde, traduction par Gédéon Huet, Paris, Ernest Leroux, 2 vol. 1901-1903 [1881–1883] [Lire en ligne le vol. 1 (page consultée le 9 septembre 2024)] / [Lire en ligne le vol. 2 (page consultée le 9 septembre 2024)]

#### Études
- Louis Finot, « Hendrik Kern (1833-1917) », Bulletin de l'Ecole française d'Extrême-Orient, vol. 17,‎ 1917, p. 59-60 (lire en ligne)